# Ich-Uul (distrikt i Chövsgöl)
Ich-Uul (mongoliska: Их-Уул Сум, Ih-Uul, Их-Уул, Ih-Uul Sum) är ett distrikt i Mongoliet.   Det ligger i provinsen Chövsgöl, i den centrala delen av landet, 400 km väster om huvudstaden Ulaanbaatar.